# Crisis final
Crisis final (en inglés, Final Crisis) es un crossover ficticio publicado por DC Comics en el 2008, escrito por Grant Morrison. Originalmente el proyecto sería ilustrado por J. G. Jones, pero más tarde se incorporarían los dibujantes Carlos Pacheco, Marco Rudy y Doug Mahnke. 
La historia se desarrolla desde el desenlace del número 51 de la serie Countdown to Final Crisis. La publicidad de esta historieta la describe como "El día que el mal venció" y la trama gira en torno al plan del extraterrestre Darkseid para destruir la realidad existente y la corrupción de varios personajes del universo DC.

## Prólogo
Desde el amanecer del hombre hasta el presente y hasta el lejano futuro, la historia de la humanidad siempre ha sido una historia de lucha y conflicto. Una batalla interminable de conocimiento contra temor, esperanza contra odio y bien contra mal. Pero ahora ese duelo eterno ha entrado a una nueva etapa: hombre contra dios. Vida contra antivida. Y esta batalla será la más grande de todas.
Hombres de acero y mujeres maravillosas, caballeros oscuros y luces de linternas, aquellos que viajan en el relámpago y aquellos que lo invocan —ninguno de ellos puede escapar a la sombra del lado oscuro— mientras se extiende para apagar la llama humana para siempre.
Un infierno sin salida. Una muerte que es vida. Un final a todas las historias. Una crisis final.

## Capítulos

### Crisis final #1 Vivo o muerto: ¡El dios de la guerra!
Crisis Final inicia con una serie de eventos que se desarrollan en los albores de la civilización humana en la que Metron —uno de los dioses de Nuevo Génesis y Apokolips— entrega a Anthro el don del fuego, proclamando: "¡He aquí el conocimiento!". En la actualidad, el detective Dan Turpin investiga la desaparición de seis niños y descubre el cuerpo de un superhumano. Dos policías de Green Lantern Corps son alertados, John Stewart 2814.2 y Hal Jordan 2814.1, para descubrir que el superhumano asesinado es Orión, el dios soldado de Nueva Génesis, inmediatamente lo reportan a los Guardianes del Universo y a la Liga de la Justicia, Los Guardianes convocan a la unidad Alfa Lanterns de operaciones especiales. Mientras tanto, el villano Libra ha comenzado a reclutar un ejército de supervillanos y da muerte al Detective Marciano en una exhibición de poder.

### Crisis final #2 Boleto a Blüdhaven
La comunidad global de superhumanos está en alerta prioritaria, la población poco a poco se va dando cuenta que existe un complot para conquistar y esclavizar a la humanidad. El funeral del combatiente del crimen alienígena J'onn J'onzz (alias Detective Marciano) se lleva a cabo en su planeta natal Marte, mientras tanto la Sociedad Secreta planea el fin de la era de los superhéroes; Lex Luthor discute con Libra en que si logra lastimar a Superman se unirá a su propuesta. En el salón de la Justicia, Batman descubre que la muerte del Detective Marciano fue una ejecución al estilo crimen organizado, pero el asesinato de Orión fue algo distinto, así que manda a Flash a investigar en las redes de comunicación, al instante aparece el Linterna Verde Hal Jordan 2814.1, quien es acompañado por su oficial superior Kraken, de los Alfa Lanterns, quien se hará cargo de la investigación.
John Stewart 2814.2 se encuentra examinando nueva evidencia en la escena del crimen, su anillo de poder detectó residuos de energía que no puede identificar, ha permanecido enterrado en los cimientos de concreto durante más de cincuenta años; cuando de pronto es atacado por Opto, de la unidad Alfa Lanterns. El resto de la unidad Alfa Lanterns arresta a Hal Jordan 2814.1, es acusado por el homicidio de Orión y del intento de asesinato de su compañero John Stewart 2814.2. Batman es secuestrado por el oficial Kraken. El edificio Daily Planet sufre un atentado en la que Lois Lane (esposa de Clark Kent) queda gravemente herida. Flash (Jay Garrick) y Flash (Wally West) van a un establecimiento y encuentran la silla de Metron. Fue aquí donde la bala-divina entra en el tiempo para dar muerte a Orión, de pronto se abre una especie de ventana en el tiempo y aparece Barry Allen, alertando a sus compañeros de que corran.
Crisis final: Requiem
One-shot que profundiza los hechos sobre el asesinato del Detective Marciano a mano de Libra y sus seguidores

### Crisis Final #3 Conoce al mal
Superman se ve obligado a dejar la Tierra en un intento de salvar la vida de su esposa Lois Lane, y con Batman extraviado, el resto de la Liga de la Justicia decide formar un ejército, reclutando superhéroes. La Mujer Maravilla se dirige a Blüdhaven, en compañía de tres caballeros atómicos que anteriormente solo patrullaban el muro. Al adentrase a la ciudad encuentran el cuerpo sin vida de Réplica. Mary Marvel se acerca, cuyo cuerpo está poseído por Desaad, ataca a la Mujer Maravilla y continúa con Marene —uno de los caballeros atómicos— que es partido en dos, continúa la pelea con la Mujer Maravilla y esta le quiebra el brazo y logra someterla. Mary Marvel explica que está bajo las órdenes de Darkseid y que en todo este tiempo han estado ocultándose en cuerpos humanos. Mary infecta a la Mujer Maravilla con morticoccus, el dios de la bacteria, nombrándola el portador de la enfermedad. En este momento el señor Mokkari de Apokolips, libera la ecuación anti-vida por todas las redes de comunicación del planeta, logrando acabar con la mitad de la humanidad.

### Crisis final #4: Darkseid dice....
Los secuaces de Darkseid secuestran a Dan Turpin y lo someten a un intenso y doloroso tratamiento para que su mente caiga y se convierta en Darkseid. Mientras tanto la ecuación anti-vida ha dominado a la mitad de la humanidad y Green Arrow, Black Lightning y otros están bajo el poder de la ecuación anti-vida. La mente de Dan Turpin cae y Darkseid se apodera de ella dándole una señal de un pulgar abajo para que la mente y el espíritu humano caigan por siempre.
-Crisis final 7:
En el episodio final, tras someter al mundo con la ecuación anti-vida, Darkside muere (primero en su forma física) a manos de Flash (Barry allen) y el Corredor negro y luego en su forma de espíritu gracias a Superman y la máquina milagro. El monitor oscuro y Ultra-man también son derrotados. Luego de esto surge la nueva tierra.

## Recepción
"Crisis Final es un gran logro de la imaginación y el arte en los medios comerciales del siglo XXI, funciona a muchos niveles, demasiados como para que los enumere aquí. Crisis Final es tan buena, que aunque es parte de una saga, continúa con una narrativa de décadas y que involucra a personajes innumerables, uno puede seguir la trama y gozar las ideas, el diálogo y el espectáculo absoluto de los eventos que suben en espiral de la basura hacia lo trascendente, aunque no estés familiarizado con toda la historia previa..."
Jay Babcock, del Prefacio.

Final Crisis #1, is an engrossing read and an absolutely stunning visual experience. With this issue, Jones steps right alongside Frank Quitely and J.H. Williams as the only artists capable of going step for step —and perhaps even surpass— Morrison's endlessly manic imagination. At the very least, this is one of the best-looking mainstream comic books you're likely to encounter.
Final Crisis #1, es una lectura apasionante y una experiencia visual absolutamente impresionante... Jones se coloca junto a Frank Quitely y J.H. Williams como los únicos artistas capaces de seguir paso a paso —y quizás incluso superar— la infinita imaginación maniática de Morrison, Este es uno de los cómics comerciales de mejor aspecto que posiblemente encuentren”.
comics.ign.com

"El evento que superará a todos los eventos".
Entertainment Weekly